# Duarte Lobo da Gama
Duarte Lobo da Gama foi o primeiro governador de Cabo Verde (1587). Ocupou esse cargo durante três anos.